# Erena Ono
Pour les articles homonymes, voir Ono.
 Erena Ono  (小野恵令奈, Ono Erena), née le 26 novembre 1993 à Tokyo, au Japon, est une chanteuse, actrice et idole japonaise, ex-membre du groupe de musique féminin japonais AKB48, membre de la Team K du groupe.

## Biographie
Elle débute en 2006 avec AKB48. En 2007, elle double l'un des personnages de la série anime ICE et participe au groupe ICE from AKB48 créé pour l'occasion. Elle participe aussi aux groupes temporaires Honegumi from AKB48 en 2007 et AKB Idoling!!! en 2009.
En 2009, elle interprète la chanson "First Love" qui est présente sur le single Namida Surprise!.Elle joue en 2007 dans le film Densen Uta, en 2008 et 2009 dans les films adaptés de Higurashi no Naku Koro ni, et tient en 2010 l'un des rôles principaux du film Sankaku (en). Elle quitte le groupe d'AKB48 le 27 septembre 2010, cessant ses activités artistiques pour continuer ses études en Angleterre.
Cependant, elle est réapparue sur le net via un premier blog en juillet 2011 puis par un second le 30 octobre 2011. Dans celui-ci, elle annonce son retour mais aussi son entrée dans l'agence LesPros Entertainement.
Par ailleurs, il a est annoncé que son premier single solo sorti le 13 juin 2012 chez le label Warner Music Group, intitulé Erepyon (son surnom chez les AKB48) et sera la chanson thème du drama Legal High.
En 2014, elle fait partie du casting principal du film The Snow White Murder Case.

## Discographie en solo

### Albums
1. 19 juin 2013 - ERENA

### Singles
1. 13 juin 2012 - Erepyon (えれぴょん?), musique de Legal High
2. 3 octobre 2012 - Erenyan (えれにゃん?)
3. 26 décembre 2012  - Say!! Ippai (Say!! いっぱい?)
4. 6 mars 2013 - Kimi ga Ano Hi Waratteita Imi wo. (君があの日笑っていた意味を。?)
5. 29 mai 2013 - Fighting☆Hero (ファイティング☆ヒーロー?)

## Filmographie sélective
- 2014 : The Snow White Murder Case (白ゆき姫殺人事件, Shirayuki hime satsujin jiken?) de Yoshihiro Nakamura